# Япония на зимних Азиатских играх 2011
На Зимних Азиатских играх 2011 года Японию представляли 102 спортсмена, выступавших в 8 видах спорта.

## Медалисты

### Золото
| Золото |                                                      |                                                                  |
| №      | Спортсмены                                           | Вид спорта (дисциплина)                                          |
| 1      | Дзюндзи Нагаи                                        | Биатлон (индивидуальная гонка, мужчины)                          |
| 2      | Кэйсин Ёсида                                         | Лыжные гонки (индивидуальная гонка классическим стилем, мужчины) |
| 3      | Кэйсин Ёсида                                         | Лыжные гонки (индивидуальная гонка свободным стилем, мужчины)    |
| 4      | Масако Исида                                         | Лыжные гонки (индивидуальная гонка классическим стилем, женщины) |
| 5      | Мадока Нацуми                                        | Лыжные гонки (спринт классическим стилем, женщины)               |
| 6      | Масако Исида                                         | Лыжные гонки (масс-старт, классический стиль, женщины)           |
| 7      | Канако Мураками                                      | Фигурное катание (женщины)                                       |
| 8      | Кадзуя Ёсиока                                        | Прыжки с трамплина (большой трамплин К125)                       |
| 9      | Кадзуёси Фунаки Юхэй Сасаки Юта Ватасэ Кадзуя Ёсиока | Прыжки с трамплина (большой трамплин К125, командное первенство) |
| 10     | Дзёдзи Като                                          | Конькобежный спорт (500, мужчины)                                |
| 11     | Хироки Хирако Тэппэй Мори Сёта Накамура              | Конькобежный спорт (командная гонка, мужчины)                    |
| 12     | Масако Ходзуми                                       | Конькобежный спорт (3000, женщины)                               |
| 13     | Масако Ходзуми                                       | Конькобежный спорт (5000, женщины)                               |

### Серебро
| Серебро |                                                                              |                                                                  |
| №       | Спортсмены                                                                   | Вид спорта (дисциплина)                                          |
| 1       | Сатору Абэ Кадзуя Иномата Хидэнори Иса Дзюндзи Нагаи                         | Биатлон (эстафета, мужчины)                                      |
| 2       | Дзюндзи Нагаи                                                                | Биатлон (гонка преследования, мужчины)                           |
| 3       | Фуюко Судзуки                                                                | Биатлон (индивидуальная гонка, женщины)                          |
| 4       | Нобу Нарусэ                                                                  | Лыжные гонки (индивидуальная гонка свободным стилем, мужчины)    |
| 5       | Масая Кимура Нобу Нарусэ Коухэй Симидзу Кэйсин Ёсида                         | Лыжные гонки (эстафета классическим/свободным стилем, мужчины)   |
| 6       | Масая Кимура Нобу Нарусэ Кохэй Симидзу Кэйсин Ёсида                          | Лыжные гонки (командный спринт, мужчины)                         |
| 7       | Мадока Нацуми                                                                | Лыжные гонки (индивидуальная гонка классическим стилем, женщины) |
| 8       | Масако Исида                                                                 | Лыжные гонки (индивидуальная гонка классическим стилем, женщины) |
| 9       | Масако Исида Митико Касивабара Юки Кобаяси Мадока Нацуми Наоко Омори         | Лыжные гонки (эстафета классическим/свободным стилем, женщины)   |
| 10      | Такахито Мура                                                                | Фигурное катание (мужчины)                                       |
| 11      | Харуко Имаи                                                                  | Фигурное катание (женщины)                                       |
| 12      | Кэти Рид, Крис Рид                                                           | Фигурное катание (танцы)                                         |
| 13      | Осаму Уэно                                                                   | Фристайл (могул, мужчины)                                        |
| 14      | Осаму Уэно                                                                   | Фристайл (параллельный могул, мужчины)                           |
| 15      | Мики Ито                                                                     | Фристайл (могул, женщины)                                        |
| 16      | Сборная                                                                      | Хоккей с шайбой (мужчины)                                        |
| 17      | Сборная                                                                      | Хоккей с шайбой (женщины)                                        |
| 18      | Такахиро Фудзимото                                                           | Шорт-трек (500 м, мужчины)                                       |
| 19      | Дайсукэ Уэмура                                                               | Шорт-трек (1000 м, мужчины)                                      |
| 20      | Такахиро Фудзимото Рёсукэ Сакадзумэ Юма Сакураи Юдзо Такамидо Дайсукэ Уэмура | Шорт-трек (эстафета, мужчины)                                    |
| 21      | Кадзуя Ёсиока                                                                | Прыжки с трамплина (средний трамплин К95)                        |
| 22      | Кадзуёси Фунаки                                                              | Прыжки с трамплина (большой трамплин К125)                       |
| 23      | Хироки Хирако                                                                | Конькобежный спорт (масс-старт, мужчины)                         |
| 24      | Масако Ходзуми                                                               | Конькобежный спорт (масс-старт, женщины)                         |

### Бронза
| Бронза |                                                                      |                                                               |
| №      | Спортсмены                                                           | Вид спорта (дисциплина)                                       |
| 1      | Дзюндзи Нагаи                                                        | Биатлон (спринт, мужчины)                                     |
| 2      | Нацуко Абэ Аяко Мукаи Ицука Овада Фуюко Судзуки                      | Биатлон (эстафета, женщины)                                   |
| 3      | Юити Онда                                                            | Лыжные гонки (спринт классическим стилем, мужчины)            |
| 4      | Кэйсин Ёсида                                                         | Лыжные гонки (масс-старт, классический стиль, мужчины)        |
| 5      | Юки Кобаяси                                                          | Лыжные гонки (индивидуальная гонка свободным стилем, женщины) |
| 6      | Масако Исида Митико Касивабара Юки Кобаяси Мадока Нацуми Наоко Омори | Лыжные гонки (командный спринт свободным стилем, женщины)     |
| 7      | Юго Цукита                                                           | Фристайл (параллельный могул, мужчины)                        |
| 8      | Мики Ито                                                             | Фристайл (параллельный могул, женщины)                        |
| 9      | Рёсукэ Сакадзумэ                                                     | Шорт-трек (500 м, мужчины)                                    |
| 10     | Юи Сакаи                                                             | Шорт-трек (500 м, женщины)                                    |
| 11     | Биба Сакураи                                                         | Шорт-трек (1500 м, женщины)                                   |
| 12     | Хироки Хирако                                                        | Конькобежный спорт (5000 м, мужчины)                          |
| 13     | Хироки Хирако                                                        | Конькобежный спорт (10 000 м, мужчины)                        |
| 14     | Кэйитиро Нагасима                                                    | Конькобежный спорт (500 м, мужчины)                           |
| 15     | Нао Кодайра                                                          | Конькобежный спорт (1500 м, женщины)                          |
| 16     | Эрико Исино                                                          | Конькобежный спорт (5000 м, женщины)                          |
| 17     | Эрико Исино Сихо Исидзава Михо Такаги                                | Конькобежный спорт (командная гонка, женщины)                 |

## Результаты соревнований

### Биатлон
Состав сборной Японии по биатлону на Зимней Азиаде-2011:
Мужчины:
- Сатору Абэ
- Кадзуя Иномата
- Хидэнори Иса
- Дзюндзи Нагаи

Женщины:
- Нацуко Абэ
- Аяко Мукаи
- Ицука Овада
- Фуюко Судзуки

### Конькобежный спорт
Состав сборной Японии по конькобежному спорту на Зимней Азиаде-2011:
Мужчины:
- Хироки Хирако
- Дзёдзи Като
- Таро Кондо
- Тэппэй Мори
- Кэйитиро Нагасима
- Сёта Накамура
- Дайки Вакабаяси

Женщины:
- Масако Ходзуми
- Эрико Исино
- Сихо Исидзава
- Нао Кодайра
- Михо Такаги
- Маки Цудзи

### Лыжные гонки
Состав сборной Японии по лыжным гонкам за Зимней Азиаде-2011:
Мужчины:
- Масая Кимура
- Нобу Нарусэ
- Юити Онда
- Кохэй Симидзу
- Кэйсин Ёсида

Женщины:
- Масако Исида
- Митико Касивабара
- Юки Кобаяси
- Мадока Нацуми
- Наоко Омори

### Прыжки с трамплина
Состав мужской сборной Японии по прыжкам с трамплина на Зимней Азиаде-2011:
- Кадзуёси Фунаки
- Юхэй Сасаки
- Юта Ватасэ
- Кадзуя Ёсиока

### Фигурное катание
Состав сборной Японии по фигурному катанию на Зимней Азиаде-2011:
Мужчины:
- Тацуки Матида
- Такахито Мура

Женщины:
- Харуко Имаи
- Канако Мураками

Танцы на льду:
- Кэти Рид, Крис Рид

### Фристайл
Состав сборной Японии по фристайлу на Зимней Азиаде-2011:
Мужчины:
- Наоя Табара
- Юго Цукита
- Осаму Уэно

Женщины:
- Мики Ито
- Таэ Сатоя

### Хоккей с шайбой
Состав сборной Японии по хоккею с шайбой на Зимней Азиаде-2011:
Мужчины:
- Масато Домэки
- Ютака Фукуфудзи
- Ёсукэ Хага
- Масахито Харуна
- Бин Исиока
- Такума Каваи
- Макото Кавасима
- Аарон Келлер
- Ёсукэ Кон
- Сюхэй Кудзи
- Масахито Нисиваки
- Масафуми Огава
- Хидэюки Осава
- Такэси Сайто
- Масахито Судзуки
- Такахито Судзуки
- Го Танака
- Дзюн Тоносаки
- Хироки Уэно
- Такафуми Ямасита
- Синъя Янадори

Женщины:
- Нодока Абэ
- Юриэ Адати
- Канаэ Аоки
- Томо Эгути
- Моэко Фудзимото
- Нати Фудзимото
- Юка Хирано
- Мика Хори
- Маи Мории
- Ами Накамура
- Адзуса Накаоку
- Ёко Кондо
- Сиори Коикэ
- Тихо Огава
- Томоко Сакагами
- Саки Симодзава
- Михо Сисиути
- Сэна Судзуки
- Сидзука Такахаси
- Томоэ Яманэ
- Харуна Ёнэяма

### Шорт-трек
Состав сборной Японии по шорт-треку на Зимней Азиаде-2011:
Мужчины:
- Такахиро Фудзимото
- Рёсукэ Сакадзумэ
- Юма Сакураи
- Юдзо Такамидо
- Дайсукэ Уэмура

Женщины:
- Аюко Ито
- Юи Сакаи
- Ясуко Сакасита
- Биба Сакураи
- Саюри Симидзу